# Microibidion rubicundulum
Microibidion rubicundulum là một loài bọ cánh cứng trong họ Cerambycidae.